# Großer Preis von Monaco 1982
Der Große Preis von Monaco 1982 (offiziell XL Grand Prix Automobile de Monaco) fand am 23. Mai auf dem Circuit de Monaco in Monte Carlo statt und war das sechste Rennen der Formel-1-Weltmeisterschaft 1982.

## Berichte

### Hintergrund
Zwei Wochen nach dem Tod von Gilles Villeneuve im Training zum Großen Preis von Belgien trat Ferrari mit nur einem Wagen für Didier Pironi an.
Brabham-Pilot Riccardo Patrese griff erneut auf einen der ausgereifteren BT49 zurück, während der amtierende Weltmeister Nelson Piquet den neueren BT50 mit BMW-Turbomotor pilotierte.
Überraschend kündigte der Reifenhersteller Avon seinen Rückzug aus der Formel 1 an. Da in erster Linie kleinere Teams Reifen dieses Herstellers einsetzten, waren diese davon am meisten betroffen und mussten sich Restbestände sichern, bis sie einen geeigneten neuen Ausstatter fanden. Dem Team March gelang es, große Teile dieser Restbestände zu erwerben und die zuvor verwendeten Pirelli-Reifen dadurch zu ersetzen. Theodore wechselte sofort zu Goodyear.
Der erstmals vom Team Ligier gemeldete JS19 wurde in seiner bestehenden Form für illegal erklärt und durfte nur mit regelkonformen Modifikationen eingesetzt werden. Dadurch änderte sich das Fahrverhalten des Wagens drastisch, was den Fahrern Eddie Cheever und Jacques Laffite während des gesamten Wochenendes Probleme bereitete.

### Training
Da nur 20 Piloten am Rennen teilnehmen durften, wurden in einer Vorqualifikation fünf und in den beiden regulären Qualifikationstrainings weitere sechs Fahrer ermittelt, die nicht zugelassen wurden.
René Arnoux sicherte sich die Pole-Position vor Patrese, Bruno Giacomelli sowie seinem Renault-Teamkollegen Alain Prost. Pironi folgte vor Keke Rosberg, Andrea de Cesaris und Derek Daly.

### Rennen
Arnoux ging vor Giacomelli, Patrese, Prost und Pironi in Führung. Prost überholte Patrese noch während der ersten Runde und gelangte durch den technisch bedingten Ausfall Giacomellis in der vierten Runde auf den zweiten Rang.
Als Arnoux in der 15. Runde nach einem Dreher ausfiel, übernahm Prost die Führung vor Patrese, der rasch aufholte.
Erst in den letzten Runden des Rennens, als es leicht zu regnen begann, traten weitere wesentliche Veränderungen ein. Rosberg, der auf dem fünften Rang lag, schied in Runde 65 nach einem Kontakt mit der Streckenbegrenzung aus. Seinem Teamkollegen Daly passierte im selben Umlauf ein ähnliches Missgeschick in der Tabac-Kurve. Er konnte das Rennen jedoch fortsetzen, obwohl sein Heckflügel beschädigt war und sein Wagen Öl verlor.
In der 74. und somit drittletzten Runde prallte Prost mit hoher Geschwindigkeit in die Streckenbegrenzung im Bereich der Hafenschikane. Dadurch übernahm Patrese die Führung, verlor diese jedoch im folgenden Umlauf aufgrund eines Drehers in der Loews-Kurve an Pironi. Dieser konnte sich den Sieg jedoch nicht sichern, da ihm, ebenso wie dem neuen Zweitplatzierten de Cesaris, in der letzten Runde der Kraftstoff ausging. Nigel Mansell befand sich dadurch scheinbar in der besten Position, um das Rennen zu gewinnen. Patrese wurde allerdings von mehreren Streckenposten wieder angeschoben, da sich sein Wagen im Bereich der engen Haarnadelkurve an einer gefährlichen Stelle befand. Während des Rollens bergab in Richtung des Tunnels gelang es dem Italiener, den Wagen wieder zu starten und die letzte Runde aus eigener Kraft zu Ende zu fahren. Als er die Ziellinie kreuzte, war ihm zunächst nicht bewusst, dass er das Rennen gewonnen hatte. Es war sein erster Grand-Prix-Sieg. Pironi wurde aufgrund seiner zurückgelegten Distanz als Zweiter vor de Cesaris gewertet. Mansell und Elio de Angelis folgten auf den Rängen vier und fünf vor Daly.
Prost behielt seine Führung in der Weltmeisterschaft trotz seiner inzwischen vierten Nullnummer in Folge.

## Meldeliste
| Team                           | Nr. | Fahrer             | Chassis        | Motor                    | Reifen |
| ------------------------------ | --- | ------------------ | -------------- | ------------------------ | ------ |
| Parmalat Racing Team           | 01  | Nelson Piquet      | Brabham BT50   | BMW M12/13 1,5 L4t       | G      |
| Parmalat Racing Team           | 02  | Riccardo Patrese   | Brabham BT49D  | Ford Cosworth DFV 3.0 V8 | G      |
| Team Tyrrell                   | 03  | Michele Alboreto   | Tyrrell 011    | Ford Cosworth DFV 3.0 V8 | G      |
| Team Tyrrell                   | 04  | Brian Henton       | Tyrrell 011    | Ford Cosworth DFV 3.0 V8 | G      |
| TAG Williams Team              | 05  | Derek Daly         | Williams FW08  | Ford Cosworth DFV 3.0 V8 | G      |
| TAG Williams Team              | 06  | Keke Rosberg       | Williams FW08  | Ford Cosworth DFV 3.0 V8 | G      |
| Marlboro McLaren International | 07  | John Watson        | McLaren MP4/1B | Ford Cosworth DFV 3.0 V8 | M      |
| Marlboro McLaren International | 08  | Niki Lauda         | McLaren MP4/1B | Ford Cosworth DFV 3.0 V8 | M      |
| Team ATS                       | 09  | Manfred Winkelhock | ATS D5         | Ford Cosworth DFV 3.0 V8 | G      |
| Team ATS                       | 10  | Eliseo Salazar     | ATS D5         | Ford Cosworth DFV 3.0 V8 | G      |
| John Player Team Lotus         | 11  | Elio de Angelis    | Lotus 91       | Ford Cosworth DFV 3.0 V8 | G      |
| John Player Team Lotus         | 12  | Nigel Mansell      | Lotus 91       | Ford Cosworth DFV 3.0 V8 | G      |
| Ensign Racing                  | 14  | Roberto Guerrero   | Ensign N181    | Ford Cosworth DFV 3.0 V8 | A      |
| Équipe Renault Elf             | 15  | Alain Prost        | Renault RE30B  | Renault EF1 1.5 V6t      | M      |
| Équipe Renault Elf             | 16  | René Arnoux        | Renault RE30B  | Renault EF1 1.5 V6t      | M      |
| Rothmans March Grand Prix Team | 17  | Jochen Mass        | March 821      | Ford Cosworth DFV 3.0 V8 | A      |
| Rothmans March Grand Prix Team | 18  | Raul Boesel        | March 821      | Ford Cosworth DFV 3.0 V8 | A      |
| LBT Team March                 | 19  | Emilio de Villota  | March 821      | Ford Cosworth DFV 3.0 V8 | A      |
| Fittipaldi Automotive          | 20  | Chico Serra        | Fittipaldi F8D | Ford Cosworth DFV 3.0 V8 | P      |
| Marlboro Team Alfa Romeo       | 22  | Andrea de Cesaris  | Alfa Romeo 182 | Alfa Romeo 1260 3.0 V12  | M      |
| Marlboro Team Alfa Romeo       | 23  | Bruno Giacomelli   | Alfa Romeo 182 | Alfa Romeo 1260 3.0 V12  | M      |
| Équipe Talbot Gitanes          | 25  | Eddie Cheever      | Ligier JS19    | Matra MS81 3.0 V12       | M      |
| Équipe Talbot Gitanes          | 26  | Jacques Laffite    | Ligier JS19    | Matra MS81 3.0 V12       | M      |
| Scuderia Ferrari SpA SEFAC     | 28  | Didier Pironi      | Ferrari 126C2  | Ferrari 021 1.5 V6t      | G      |
| Arrows Racing Team             | 29  | Marc Surer         | Arrows A4      | Ford Cosworth DFV 3.0 V8 | P      |
| Arrows Racing Team             | 30  | Mauro Baldi        | Arrows A4      | Ford Cosworth DFV 3.0 V8 | P      |
| Osella Squadra Corse           | 31  | Jean-Pierre Jarier | Osella FA1C    | Ford Cosworth DFV 3.0 V8 | P      |
| Osella Squadra Corse           | 32  | Riccardo Paletti   | Osella FA1C    | Ford Cosworth DFV 3.0 V8 | P      |
| Theodore Racing Team           | 33  | Jan Lammers        | Theodore TY02  | Ford Cosworth DFV 3.0 V8 | G      |
| Toleman Group Motorsport       | 35  | Derek Warwick      | Toleman TG181C | Hart 415T 1.5 L4t        | P      |
| Toleman Group Motorsport       | 36  | Teo Fabi           | Toleman TG181C | Hart 415T 1.5 L4t        | P      |

## Klassifikationen

### Qualifying
| Pos. | Fahrer             | Konstrukteur    | Vorqualifikation | Vorqualifikation  | Qualifikationstraining 1 | Qualifikationstraining 1 | Qualifikationstraining 2 | Qualifikationstraining 2 | Start |
| Pos. | Fahrer             | Konstrukteur    | Zeit             | Ø-Geschwindigkeit | Zeit                     | Ø-Geschwindigkeit        | Zeit                     | Ø-Geschwindigkeit        | Start |
| ---- | ------------------ | --------------- | ---------------- | ----------------- | ------------------------ | ------------------------ | ------------------------ | ------------------------ | ----- |
| 01   | René Arnoux        | Renault         | –                | –                 | 1:24,543                 | 141,031 km/h             | 1:23,281                 | 143,168 km/h             | 01    |
| 02   | Riccardo Patrese   | Brabham-Ford    | –                | –                 | 1:24,929                 | 140,390 km/h             | 1:23,791                 | 142,297 km/h             | 02    |
| 03   | Bruno Giacomelli   | Alfa Romeo      | –                | –                 | 1:26,083                 | 138,508 km/h             | 1:23,939                 | 142,046 km/h             | 03    |
| 04   | Alain Prost        | Renault         | –                | –                 | 1:25,766                 | 139,020 km/h             | 1:24,439                 | 141,205 km/h             | 04    |
| 05   | Didier Pironi      | Ferrari         | –                | –                 | 1:27,360                 | 136,484 km/h             | 1:24,585                 | 140,961 km/h             | 05    |
| 06   | Keke Rosberg       | Williams-Ford   | –                | –                 | 1:25,125                 | 140,067 km/h             | 1:24,649                 | 140,855 km/h             | 06    |
| 07   | Andrea de Cesaris  | Alfa Romeo      | –                | –                 | 1:24,928                 | 140,392 km/h             | 1:25,235                 | 139,886 km/h             | 07    |
| 08   | Derek Daly         | Williams-Ford   | –                | –                 | 1:25,505                 | 139,444 km/h             | 1:25,390                 | 139,632 km/h             | 08    |
| 09   | Michele Alboreto   | Tyrrell-Ford    | –                | –                 | 1:25,840                 | 138,900 km/h             | 1:25,449                 | 139,536 km/h             | 09    |
| 10   | John Watson        | McLaren-Ford    | –                | –                 | 1:27,317                 | 136,551 km/h             | 1:25,583                 | 139,317 km/h             | 10    |
| 11   | Nigel Mansell      | Lotus-Ford      | –                | –                 | 1:26,202                 | 138,317 km/h             | 1:25,642                 | 139,221 km/h             | 11    |
| 12   | Niki Lauda         | McLaren-Ford    | –                | –                 | 1:25,838                 | 138,904 km/h             | 1:26,019                 | 138,611 km/h             | 12    |
| 13   | Nelson Piquet      | Brabham-BMW     | –                | –                 | 1:26,075                 | 138,521 km/h             | 1:26,120                 | 138,449 km/h             | 13    |
| 14   | Manfred Winkelhock | ATS-Ford        | –                | –                 | 1:27,952                 | 135,565 km/h             | 1:26,260                 | 138,224 km/h             | 14    |
| 15   | Elio de Angelis    | Lotus-Ford      | –                | –                 | 1:27,568                 | 136,159 km/h             | 1:26,456                 | 137,911 km/h             | 15    |
| 16   | Eddie Cheever      | Ligier-Matra    | –                | –                 | 1:28,058                 | 135,402 km/h             | 1:26,463                 | 137,899 km/h             | 16    |
| 17   | Brian Henton       | Tyrrell-Ford    | –                | –                 | 1:28,971                 | 134,012 km/h             | 1:26,690                 | 137,538 km/h             | 17    |
| 18   | Jacques Laffite    | Ligier-Matra    | –                | –                 | 1:28,353                 | 134,950 km/h             | 1:27,007                 | 137,037 km/h             | 18    |
| 19   | Marc Surer         | Arrows-Ford     | –                | –                 | 1:28,380                 | 134,908 km/h             | 1:27,019                 | 137,018 km/h             | 19    |
| 20   | Eliseo Salazar     | ATS-Ford        | –                | –                 | 1:29,574                 | 133,110 km/h             | 1:27,022                 | 137,014 km/h             | 20    |
| DNQ  | Mauro Baldi        | Arrows-Ford     | –                | –                 | 1:29,306                 | 133,510 km/h             | 1:27,209                 | 136,720 km/h             | –     |
| DNQ  | Jan Lammers        | Theodore-Ford   | –                | –                 | keine Zeit               | –                        | 1:27,523                 | 136,229 km/h             | –     |
| DNQ  | Jochen Mass        | March-Ford      | 1:29,901         | 132,626 km/h      | 1:29,452                 | 133,292 km/h             | 1:27,885                 | 135,668 km/h             | –     |
| DNQ  | Derek Warwick      | Toleman-Hart    | 1:30,352         | 131,964 km/h      | 1:31,233                 | 130,690 km/h             | 1:28,075                 | 135,376 km/h             | –     |
| DNQ  | Jean-Pierre Jarier | Osella-Ford     | 1:29,479         | 133,251 km/h      | 1:29,057                 | 133,883 km/h             | 1:28,264                 | 135,086 km/h             | –     |
| DNQ  | Roberto Guerrero   | Ensign-Ford     | –                | –                 | 1:32,183                 | 129,343 km/h             | 1:28,653                 | 134,493 km/h             | –     |
| DNPQ | Teo Fabi           | Toleman-Hart    | 1:30,407         | 131,884 km/h      | keine Zeit               | –                        | keine Zeit               | –                        | –     |
| DNPQ | Riccardo Paletti   | Osella-Ford     | 1:31,059         | 130,939 km/h      | keine Zeit               | –                        | keine Zeit               | –                        | –     |
| DNPQ | Raul Boesel        | March-Ford      | 1:31,212         | 130,720 km/h      | keine Zeit               | –                        | keine Zeit               | –                        | –     |
| DNPQ | Chico Serra        | Fittipaldi-Ford | 1:31,471         | 130,350 km/h      | keine Zeit               | –                        | keine Zeit               | –                        | –     |
| DNPQ | Emilio de Villota  | March-Ford      | 1:52,401         | 106,077 km/h      | keine Zeit               | –                        | keine Zeit               | –                        | –     |

### Rennen
| Pos. | Fahrer             | Konstrukteur  | Runden | Stopps | Zeit        | Start | Schnellste Runde |
| ---- | ------------------ | ------------- | ------ | ------ | ----------- | ----- | ---------------- |
| 01   | Riccardo Patrese   | Brabham-Ford  | 76     | 0      | 1:54:11,259 | 02    | 1:26,354 (69.)   |
| 02   | Didier Pironi      | Ferrari       | 75     | 0      | DNF         | 05    | 1:26,664         |
| 03   | Andrea de Cesaris  | Alfa Romeo    | 75     | 0      | DNF         | 07    | 1:27,138         |
| 04   | Nigel Mansell      | Lotus-Ford    | 75     | 1      | + 1 Runde   | 11    | 1:27,526         |
| 05   | Elio de Angelis    | Lotus-Ford    | 75     | 0      | + 1 Runde   | 15    | 1:27,641         |
| 06   | Derek Daly         | Williams-Ford | 74     | 0      | DNF         | 08    | 1:27,073         |
| 07   | Alain Prost        | Renault       | 73     | 0      | DNF         | 04    | 1:26,618         |
| 08   | Brian Henton       | Tyrrell-Ford  | 72     | 1      | + 4 Runden  | 17    | 1:29,939         |
| 09   | Marc Surer         | Arrows-Ford   | 70     | 0      | + 6 Runden  | 19    | 1:30,325         |
| 10   | Michele Alboreto   | Tyrrell-Ford  | 69     | 0      | DNF         | 09    | 1:27,168         |
| –    | Keke Rosberg       | Williams-Ford | 65     | 0      | DNF         | 06    | 1:27,472         |
| –    | Niki Lauda         | McLaren-Ford  | 57     | 0      | DNF         | 12    | 1:27,415         |
| –    | Nelson Piquet      | Brabham-BMW   | 50     | 0      | DNF         | 13    | 1:29,508         |
| –    | John Watson        | McLaren-Ford  | 36     | 0      | DNF         | 10    | 1:27,630         |
| –    | Manfred Winkelhock | ATS-Ford      | 31     | 0      | DNF         | 14    | 1:29,017         |
| –    | Jacques Laffite    | Ligier-Matra  | 30     | 0      | DNF         | 18    | 1:28,975         |
| –    | Eddie Cheever      | Ligier-Matra  | 28     | 0      | DNF         | 16    | 1:30,335         |
| –    | Eliseo Salazar     | ATS-Ford      | 21     | 1      | DNF         | 20    | 1:31,701         |
| –    | René Arnoux        | Renault       | 14     | 0      | DNF         | 01    | 1:27,546         |
| –    | Bruno Giacomelli   | Alfa Romeo    | 4      | 0      | DNF         | 03    | 1:30,326         |

## WM-Stände nach dem Rennen
Die ersten sechs des Rennens bekamen 9, 6, 4, 3, 2 bzw. 1 Punkt(e). In der Fahrerwertung wurden die besten elf Resultate, in der Konstrukteurswertung alle Resultate gewertet.

### Fahrerwertung
| Pos. | Fahrer              | Konstrukteur               | Punkte |
| ---- | ------------------- | -------------------------- | ------ |
| 01   | Alain Prost         | Renault                    | 18     |
| 02   | John Watson         | McLaren-Ford               | 17     |
| 03   | Didier Pironi       | Ferrari                    | 16     |
| 04   | Keke Rosberg        | Williams-Ford              | 14     |
| 05   | Riccardo Patrese    | Brabham-Ford / Brabham-BMW | 13     |
| 06   | Niki Lauda          | McLaren-Ford               | 12     |
| 07   | Michele Alboreto    | Tyrrell-Ford               | 10     |
| 08   | Elio de Angelis     | Lotus-Ford                 | 7      |
| 09   | Nigel Mansell       | Lotus-Ford                 | 7      |
| 10   | Carlos Reutemann    | Williams-Ford              | 6      |
| 11   | Gilles Villeneuve † | Ferrari                    | 6      |
| 12   | Eddie Cheever       | Ligier-Matra               | 4      |
| 13   | René Arnoux         | Renault                    | 4      |
| 14   | Andrea de Cesaris   | Alfa Romeo                 | 4      |
| 15   | Jean-Pierre Jarier  | Osella-Ford                | 3      |
| 16   | Nelson Piquet       | Brabham-Ford / Brabham-BMW | 2      |
| 17   | Eliseo Salazar      | ATS-Ford                   | 2      |

| Pos. | Fahrer             | Konstrukteur                  | Punkte |
| ---- | ------------------ | ----------------------------- | ------ |
| 18   | Manfred Winkelhock | ATS-Ford                      | 2      |
| 19   | Derek Daly         | Theodore-Ford / Williams-Ford | 1      |
| 20   | Chico Serra        | Fittipaldi-Ford               | 1      |
| 21   | Slim Borgudd       | Tyrrell-Ford                  | 0      |
| 22   | Marc Surer         | Arrows-Ford                   | 0      |
| 23   | Jochen Mass        | March-Ford                    | 0      |
| 24   | Raul Boesel        | March-Ford                    | 0      |
| 25   | Brian Henton       | Arrows-Ford / Tyrrell-Ford    | 0      |
| 26   | Jacques Laffite    | Ligier-Matra                  | 0      |
| 27   | Mauro Baldi        | Arrows-Ford                   | 0      |
| 28   | Bruno Giacomelli   | Alfa Romeo                    | 0      |
| –    | Derek Warwick      | Toleman-Hart                  | 0      |
| –    | Roberto Guerrero   | Ensign-Ford                   | 0      |
| –    | Mario Andretti     | Williams-Ford                 | 0      |
| –    | Teo Fabi           | Toleman-Hart                  | 0      |
| –    | Riccardo Paletti   | Osella-Ford                   | 0      |

### Konstrukteurswertung
| Pos. | Konstrukteur  | Punkte |
| ---- | ------------- | ------ |
| 01   | McLaren-Ford  | 29     |
| 02   | Ferrari       | 22     |
| 03   | Renault       | 22     |
| 04   | Williams-Ford | 21     |
| 05   | Lotus-Ford    | 14     |
| 06   | Brabham-Ford  | 13     |
| 07   | Tyrrell-Ford  | 10     |
| 08   | Alfa Romeo    | 4      |
| 09   | ATS-Ford      | 4      |

| Pos. | Konstrukteur    | Punkte |
| ---- | --------------- | ------ |
| 10   | Ligier-Matra    | 4      |
| 11   | Osella-Ford     | 3      |
| 12   | Brabham-BMW     | 2      |
| 13   | Fittipaldi-Ford | 1      |
| 14   | Arrows-Ford     | 0      |
| 15   | March-Ford      | 0      |
| 16   | Theodore-Ford   | 0      |
| –    | Toleman-Hart    | 0      |
| –    | Ensign-Ford     | 0      |